# Гръмотевични птици
„Гръмотевични птици“ (на английски: Thunderbirds) е научнофантастичен филм от 2004 г. на режисьора Джонатан Фрейс, в който е базиран на едноименния сериал от 1960-те години, създаден от Джери и Силвия Андерсън. Филмът, който е по сценарий на Уилям Осбърн и Майкъл Маккълърс, е пуснат от 20 юли 2004 г. във Великобритания и на 30 юли 2004 г. в Съединените щати. Във филма участват Бил Пакстън, Антъни Едуардс, София Майлс, Рон Кук, Брейди Корбет, Сорън Фълтън, Ванеса Хъджинс и Бен Кингсли.